# Прыжки в воду на чемпионате мира по водным видам спорта 2024
Соревнования по прыжкам в воду на чемпионате мира 2024 года в катарской столице Доха прошли со 2 по 10 февраля. На соревнованиях разыграно 13 комплектов наград, включая 3 комплекта наград в смешанных соревнованиях.
Программа соревнований по сравнению с чемпионатом мира 2023 года в Японии не изменилась.

## Медалисты

### Мужчины
| Дисциплина                       | Золото                                    | Серебро                                             | Бронза                                            |
| Трамплин 1 м                     | Осмар Ольвера — 431,75 Мексика            | Ли Шисинь — 395,70 Австралия                        | Росс Хаслам — 393,10 Великобритания               |
| Трамплин 3 м                     | Ван Цзунъюань — 538,70 Китай              | Се Сыи — 516,10 Китай                               | Осмар Ольвера — 498,40 Мексика                    |
| Вышка 10 м                       | Ян Хао — 564,05 Китай                     | Цао Юань — 553,20 Китай                             | Алексей Середа — 528,65 Украина                   |
| Трамплин 3 м — синхронные прыжки | Китай — 442,41 · Лун Даои · Ван Цзунъюань | Италия — 384,24 · Лоренцо Марсалья · Джованни Точчи | Испания — 383,82 · Адриан Абадия · Николас Гарсия |
| Вышка 10 м — синхронные прыжки   | Китай — 470,76 · Лянь Цзюньцзе · Ян Хао   | Великобритания — 422,57 · Том Дейли · Ноа Уильямс   | Украина — 406,47 · Кирилл Болюх · Алексей Середа  |

### Женщины
| Дисциплина                       | Золото                                     | Серебро                                           | Бронза                                                             |
| Трамплин 1 м                     | Алиша Колой — 260,50 Австралия             | Грейс Рид — 257,25 Великобритания                 | Маха Амер — 257,15 Египет                                          |
| Трамплин 3 м                     | Чан Яни — 354,75 Китай                     | Чэнь Ивэнь — 336,60 Китай                         | Ким Су Джи — 311,25 Южная Корея                                    |
| Вышка 10 м                       | Цюань Хунчань — 436,25 Китай               | Чэнь Юйси — 427,80 Китай                          | Андреа Спендолини-Сириэкс — 377,10 Великобритания                  |
| Трамплин 3 м — синхронные прыжки | Китай — 323,43 · Чан Яни · Чэнь Ивэнь      | Австралия — 300,45 · Мэддисон Кини · Анабель Смит | Великобритания — 281,70 · Ясмин Харпер · Скарлетт Мью Дженсен      |
| Вышка 10 м — синхронные прыжки   | Китай — 362,22 · Чэнь Юйси · Цюань Хунчань | КНДР — 320,70 · Чо Джин Ми · Ким Ми Рэ            | Великобритания — 299,34 · Андреа Спендолини-Сириэкс · Луис Тоулсон |

### Смешанные командные дисциплины
| Дисциплина                | Золото | Серебро                                                                             | Бронза                                                                        |
| Трамплин 3 м              | Австралия — 300,93 · Доминик Бедгуд · Мэддисон Кини                                                       | Италия — 287,49 · Маттео Санторо · Кьяра Пеллакани                                  | Республика Корея — 285,03 · И Дже Джэн · Ким Су Джи                           |
| Вышка 10 м                | Китай — 353,82 · Хун Цзя · Чжан Цзяци                                                                     | КНДР — 303,96 · Им Ён Мун · Чо Джин Ми                                              | Мексика — 296,13 · Кевин Берлин · Алехандра Эстудилло                         |
| Трамплин 3 м и вышка 10 м | Великобритания — 421,65 · Том Дейли · Скарлетт Мью-Дженсен · Дэниел Гудфеллоу · Андреа Спендолини-Сириэкс | Мексика — 412,80 · Габриэла Агундес · Рандаль Вильярс · Хаир Окампо · Аранса Васкес | Австралия — 385,35 · Кэссиел Руссо · Мэддисон Кини · Никита Хайнс · Ли Шисинь |

## Медальный зачёт
*   Принимающая страна (Катар)
| Место           | Страна           | Золото | Серебро | Бронза | Всего |
| --------------- | ---------------- | ------ | ------- | ------ | ----- |
| 1               | Китай            | 9      | 4       | 0      | 13    |
| 2               | Австралия        | 2      | 2       | 1      | 5     |
| 3               | Великобритания   | 1      | 2       | 4      | 7     |
| 4               | Мексика          | 1      | 1       | 2      | 4     |
| 5               | Италия           | 0      | 2       | 0      | 2     |
| 5               | КНДР             | 0      | 2       | 0      | 2     |
| 7               | Республика Корея | 0      | 0       | 2      | 2     |
| 7               | Украина          | 0      | 0       | 2      | 2     |
| 9               | Египет           | 0      | 0       | 1      | 1     |
| 9               | Испания          | 0      | 0       | 1      | 1     |
| Всего стран: 10 | Всего стран: 10  | 13     | 13      | 13     | 39    |

## Правила соревнований
Индивидуальные соревнования (кроме состязаний на метровом трамплине) проводятся в 3 этапа: предварительный раунд, полуфинал и финал. В полуфинал проходят спортсмены, занявшие 1-18 места, а 12 лучших прыгунов в воду участвуют в финальном раунде. Во всех видах соревнований женщины совершают 5 прыжков, а мужчины — 6. Победитель определяется по наибольшей сумме баллов, набранных за прыжки.
Соревнования в синхронных прыжках прыжках проходят в 2 этапа: предварительный раунд и финал. В финал проходят 12 лучших команд. Соревнования состоят из двух раундов: обязательные прыжки (2 прыжка с коэффициентом трудности 2,0) и произвольная программа (4 прыжка с выбранным коэффициентом трудности). Победитель определяется по наибольшей сумме баллов, набранных за прыжки.
Командное первенство состоит из шести раундов. В команде от страны-участницы 2 прыгуна в воду: мужчина и женщина. Каждый из них прыгает в воду три раза (всего 6 прыжков, которые идут в зачёт). Обязательная программа состоит из первых двух раундов финальных соревнований: каждый спортсмен должен совершить один прыжок с трамплина или с вышки (коэффициент трудности прыжка — 2,0). С третьего раунда спортсмены прыгают с того снаряда, на котором они специализируются. Победитель определяется по наибольшей сумме баллов, набранных за прыжки.